# Stadio Via del Mare
Stadio Via del Mare este o arenă din Lecce, Italia. Pe el joacă echipa de fotbal US Lecce. Stadionul a fost construit în 1966 și are 31.533 de locuri.